# Tipula (Hesperotipula) streptocera streptocera
Tipula (Hesperotipula) streptocera streptocera is een ondersoort van de tweevleugelige Tipula (Hesperotipula) streptocera uit de familie langpootmuggen (Tipulidae). De ondersoort komt voor in het Nearctisch gebied.